# Obrium giesberti
Obrium giesberti là một loài bọ cánh cứng trong họ Cerambycidae.